# Арман Годро
Арман Годро (фр. Armand Gaudreault, 14 липня 1921, Сен-Фелісьєн — 2 липня 2013, Квебек) — канадський хокеїст, що грав на позиції крайнього нападника.

## Ігрова кар'єра
Професійну хокейну кар'єру розпочав 1940 року. Арман усю професійну клубну ігрову кар'єру, що тривала 13 років виступав здебільшого у клубах нижчих ліг. У складі команди «Бостон Брюїнс» провів лише один сезон 1944—1945, зіграв 51 матч в яких набрав 26 очок (15 + 11).